# Adoxia rugicollis
Adoxia rugicollis is een keversoort uit de familie bladkevers (Chrysomelidae). De wetenschappelijke naam van de soort werd in 1893 gepubliceerd door Thomas Broun.